# Shin kidō senki Gundam Wing: Endless Duel
Shin kidō senki Gundam Wing: Endless Duel (新機動戦記ガンダムW(ウイング): ENDLESS DUEL?, Shin kidō senki Gandamu Wingu: Endoresu Dyueru) è un videogioco picchiaduro ad incontri basato sul celebre franchise giapponese Gundam. Il gioco è stato pubblicato dalla Bandai nel 1996 per Super Nintendo esclusivamente in Giappone. Il gioco ha due modalità: "giocatore singolo" e "multigiocatore".
Nel videogioco il giocatore può scegliere fra vari mobile suit presenti nell'anime Gundam Wing, e dovrà affrontare tutti gli altri presenti nel gioco sino ad arrivare allo scontro finale che lo vedrà contrapposto al Gundam Epyon, l'unico mobile suit non immediatamente selezionabile. Quando il giocatore completerà il gioco nella modalità difficile, anche l'Epyon comparirà fra i mobile suit giocabili nella modalità multiplayer.